# Северо-Бузашинская нефтегазоносная область
Северо-Бузашинская нефтегазоносная область — нефтегазоносная область на севере Южно-Мангышлакской на территории Мангыстаускойобласти. Открытием данной области считается 1974 год (открытие  месторождения Каражанбас).

## География
Бузашинский нефтегазоносный регион географически с севера и запада ограничен Каспийском морем, с востока — Северо-Устюртской нефтегазоносной областью, с юга — Горным Мангышлаком. Бузашинская нефтегазоносная область преимущественно мезозойского нефтегазонакопления (юра, мел), частично кайнозойского (палеоген) газонакопления.

## Характеристика нефтегазоносной области
Описываемая нефтегазоносная область контролируется одноименной глубокой впадиной I порядка, по З. А. Табасаранскому это Бозашинское поднятие и Южно-Бозашинский прогиб.
Наибольшее количество месторождений крупных и средних размеров выявлено в пределах Бозашинского поднятия. Нефтегазоносная область открыта в 1974 году (Каражанбас). В последующие годы открыты газонефтяное Северное Бузачи (1975 г.), газонефтяное
Каламкас (1976 г.), газонефтяное Арман (1979 г.), газонефтяное Каратурун (1980 г) и другие.
Месторождения контролируются брахиантиклинальными и куполовидными поднятиями платформенного типа тектонически ненарушенными или в меньшей степени нарушенными, часто крупных размеров и с максимальной для платформенных структур амплитудой (80-100 и более метров).
Наиболее распространенной залежью является пластовая сводовая, реже встречаются тектонически, литологически и стратиграфически экранированные залежи. Нефтегазовмещающими породами являются песчаники и алевролиты с высокими фильтрационно-емкостными свойствами.
Глубины залегания продуктивных горизонтов колеблются от 228—466 м на месторождении Каражанбас и до 2944 м на месторождении Каракудук (горизонт VIII).